# 山吹云雀
山吹云雀（日语：／，10月13日—），寶塚歌劇團宙組娘役。暱稱、，愛知縣江南市人，曾就讀於愛知縣立明和高等學校，身高163公分。

## 簡介
- 2019年進入寶塚歌劇團，105期生[3][4]，同期有稀惺かずと(現星組男役)[3][4]、音彩唯(現雪組娘役)、星空美咲(現花組主演娘役)、詩ちづる(現星組主演娘役)[3]。初次登台表演是宙組公演「オーシャンズ11（瞞天過海)」[3][4][5]，之後被分到宙組[3]。
- 2021年，擔任宙組『シャーロック・ホームズ－The Game Is Afoot!－(夏洛克‧福爾摩斯－The Game Is Afoot!－)』新人公演的女主角。是105期生第一位在新人公演擔任主演的。[3][6]2022年的『HiGH&LOW ─THE PREQUEL─』，再次擔任新人公演女主角。[3][7]
- 2023年，寶塚Bow Hall公演『夢現（ゆめうつつ）の先に(超越夢境)』，她首度擔任寶塚Bow Hall公演女主角。[3][8]同年梅田藝術劇場、KAAT神奈川藝術劇場公演『大逆轉裁判』則是她第一次擔任東上公演(東京特別公演)女主角。[3][9]
- 2024年10月，『MY BLUE HEAVEN －わたしのあおぞら－(MY BLUE HEAVEN－我的藍色天堂)』再次擔任寶塚Bow Hall公演女主角[3]。

## 寶塚歌劇團時期

### 初舞台
- 2019年4-5月 寶塚大劇場 『オーシャンズ11（瞞天過海)』[5][10]

### 宙組時期
- 2019年6-7月 東京寶塚劇場 『オーシャンズ11（瞞天過海)』
- 2019年11月-2020年2月 『El Japón（エル ハポン）-イスパニアのサムライ-(El Japón─西班牙的武士─)』新人公演 飾演:藤乃(正式公演:遥羽らら)[11]『aquavitae!!(生命之泉!!)』
- 2020年8-9月 梅田藝術劇場、日生劇場 『FLYING SAPA-フライング サパ-(水星追憶之旅)』飾演:スポークスパーソン副官(發言人)[12]
- 2020年11月-2021年2月 『アナスタシア(真假公主)』[13]
- 2021年4月 寶塚Bow Hall 『夢千鳥』飾演:彦乃[14][15]
- 2021年6-9月 『シャーロック・ホームズ-The Game Is Afoot!-(夏洛克‧福爾摩斯－The Game Is Afoot!－)』飾演: ベーカー・ストリート イレギュラーズ(貝克街游擊隊)、新人公演：アイリーン・アドラー(艾琳·艾德勒)(正式公演:潤花)[16][17]『Délicieux（デリシュー）!-甘美なる巴里-(Délicieux！－甜美的巴黎－)』＊第一次擔任新人公演女主角
- 2021年11-12月 『バロンの末裔(男爵的後裔)』飾演:ヘレン(海倫/Helen)[18]『アクアヴィーテ(aquavitae!!)(生命之泉!!)』※全國巡迴公演
- 2022年2-5月 寶塚大劇場『NEVER SAY GOODBYE(NEVER SAY GOODBYE─某段愛情的軌跡─)』飾演:ペギー・マクレガー(佩姬・麥克格雷格)(正式公演:潤花)[19]
- 2022年6月 東京ガーデンシアター(東京花園劇場)『FLY WITH ME（フライ ウィズ ミー）』[20]
- 2022年8-11月 『HiGH&LOW ─THE PREQUEL─』飾演:伊集院仁花 新人公演 飾演:カナ (正式公演:潤花)『Capricciosa（カプリチョーザ）(卡布里喬沙)!!』[21][22][23] ＊擔任新人公演女主角
- 2023年1月 寶塚Bow Hall 『夢現（ゆめうつつ）の先に(超越夢境)』飾演:彼女[24] ＊第一次擔任寶塚Bow Hall公演女主角
- 2023年3-6月 『カジノ・ロワイヤル〜我が名はボンド〜(皇家賭場～我的名字是龐德)』飾演:ニーナ(妮娜/Nina) 新人公演 飾演:ヴェスパー・リンド(薇絲朋·琳德)(正式公演:春乃さくら)[25]
- 2023年7-8月 梅田藝術劇場、KAAT神奈川藝術劇場公演『大逆轉裁判』飾演:御琴羽壽沙都[26]＊第一次擔任東上(東京特別公演)女主角
- 2023年9月29-30日 寶塚大劇場『パガド(帕加德～世紀魔術師卡廖斯特羅～)』飾演:ゾロイダ[27]『Sky Fantasy!(天空幻想)』※因為宙組組員自殺事件，公演中止
- 2024年6月-8月『Le Grand Escalier　－ル・グラン・エスカリエ－(特別公演:大階段)』[28]
- 2024年10月 寶塚Bow Hall 『MY BLUE HEAVEN －わたしのあおぞら－(MY BLUE HEAVEN－我的藍色天堂)』飾演:園田彌生[29][30][31][32][33]＊擔任寶塚Bow Hall公演女主角
- 2025年1-4月 『宝塚110年の恋のうた(寶塚110年情歌)』『Razzle Dazzle（ラズル ダズル）(拉茲爾 達茲爾)』飾演:ウェンディ(溫蒂)[34]
- 2025年6-7月 KAAT神奈川藝術劇場、梅田藝術劇場 『RED STONE～悠遠なる叫び～(紅石～最長的呼喚)』飾演:キキ(琪琪)[3][35][36]
- 2025年9月-2026年1月 『PRINCE OF LEGEND(傳奇王子，改編TEAM HI-AX原作系列) 』飾演:山野櫻子 新人公演 飾演:朱雀麗香(正式公演:小春乃さよ)『BAYSIDE STAR(港灣之星)』[37]

## 外部連結
- 寶塚官網山吹ひばり的簡介（页面存档备份，存于）
- 寶塚天空舞台網站宙組特別公演『Le Grand Escalier －ル・グラン・エスカリエ－』訪談節目簡介（页面存档备份，存于）